# Molí de Tiraburres
El Molí de Tiraburres o Molí de la Torre és un molí del municipi d'Olot protegit com a bé cultural d'interès local.

## Descripció
Es tracta d'un antic molí fariner, en ús a finals del segle xx. A la planta baixa estan instal·lades les moles, el trull i altres eines per moldre el grà. També comprèn dos pisos superiors units amb una escala de pedra interior. Va ser bastit amb pedra volcànica i carreus ben escairats als cantoners. És de planta rectangular amb teulat a dues aigües, sostingut per bigues de fusta i llates.

## Història
Durant la segona meitat del segle xix, a la vila d'Olot i a la comarca, es generà un fort nucli industrial. Entre Olot i Sant Joan les Fonts, especialment, a les vores del Fluvià es comptabilitzaren una cinquantena de fàbriques de teixits, paper, filats, adobats, gèneres de punt, farines, barretines... Es varen fer reformes i es van ampliar els antics molins i se'n bastiren de nous. Amb l'arribada de l'any 1940, l'aiguat s'emportà els molins més petits i deixà molt malmesos els grans.